# Hupały
Hupały (ukr. Гупали́) – wieś na Ukrainie w rejonie kowelskim, w obwodzie wołyńskim. W II Rzeczypospolitej miejscowość wchodziła w skład gminy wiejskiej Zgorany w powiecie lubomelskim województwa wołyńskiego. Do II wojny światowej w pobliżu miejscowości znajdowały się niewielkie chutory Dąbrowa oraz Żubrowo.
Do 2020 w rejonie lubomelskim.